# Алі Ліндберг
Алі Лі́ндберг (швед. Alie Lindberg, справжнє ім'я Александра Аліса Ліндберг, англ. Alexandra Alice Lindberg; 19 травня 1849, Кастельгольм, Аландські острови — 27 листопада 1933, Стокгольм) — фінська піаністка. Сестра Карла Юхана Ліндберга.

## Біографія
Алі Ліндберг була вундеркіндом і вже у п'ятирічному віці виконувала сонати Моцарта та Бетховена. У 1865–1867 роках навчалася в Дрездені у Теодора Бертольда, потім в 1869–1870 у Берліні в Карла Таузіга, починаючи з 1871 року бувала в Веймарі у Ференца Ліста, що включив її виступ в один з публічних концертів, які отримали співчутливий відгук критики;
У 1875–1876 роках удосконалювала свою майстерність в Санкт-Петербургі у Адольфа Гензельта.
Концертувала в Німеччині, Великій Британії, скандинавських країнах, викладала в Кракові та в Лондоні. У Бергені виконала фортепіанний концерт Едварда Гріга з оркестром під керуванням автора.
У 1882 році влаштувалася в Стокгольмі, де і померла 1933 року на 85 році життя.